# Oblast de Rivne
L’oblast de Rivne (en ukrainien : Рівненська область, Rivnens’ka oblast’) est une subdivision administrative du nord-ouest de l’Ukraine. Sa capitale est la ville de Rivne. Il compte 1,1 million d'habitants en 2021.

## Géographie
L'oblast s’étend sur une partie de la région historique de Volhynie et couvre une superficie de 20 047 km2 dans l'ouest de l'Ukraine. Il accueille les parcs naturels de Nobel, parc naturel de Pripyat-Stokhid et la réserve de Rivne.
Il est limité au nord par la Biélorussie, à l'est par l'oblast de Jytomyr, au sud par les oblasts de Khmelnytskyï et de Ternopil, et à l'ouest par les oblasts de Lviv et de Volhynie.

## Histoire
L'oblast a été fondée le 4 décembre 1939. Avant la réforme des raïons du 18 juillet 2020, il était divisé en 16 raïons et 4 villes dépendant directement de l'administration de l'oblast (Doubno, Varach, Ostroh et Rivne). L'oblast de Rivne est désormais divisé administrativement en 4 raïons :
- raïon de Doubno
- raïon de Varach
- raïon de Sarny
- raïon de Rivne

## Population

### Démographie
Recensements (*) ou estimations de la population :
| 1959*   | 1970*     | 1979*     | 1989*     |
| ------- | --------- | --------- | --------- |
| 926 225 | 1 047 605 | 1 120 812 | 1 169 687 |

| 2001*     | 2012      | 2013      | 2014      |
| --------- | --------- | --------- | --------- |
| 1 173 304 | 1 154 256 | 1 156 868 | 1 158 851 |

| 2015      | 2021      | - | - |
| --------- | --------- | - | - |
| 1 161 151 | 1 148 456 | - | - |

| Année | Population | Naissances annuelles | Décès annuels | Solde naturel annuel | Taux de natalité (‰) | Taux de mortalité (‰) | Solde naturel (‰) | Indice de fécondité |
| ----- | ---------- | -------------------- | ------------- | -------------------- | -------------------- | --------------------- | ----------------- | ------------------- |
| 1990  | 1 173 300  | 18 519               | 12 437        | 6 082                | 15,8                 | 10,6                  | 5,2               | 2,28                |
| 1991  | 1 176 800  | 17 954               | 13 346        | 4 608                | 15,2                 | 11,3                  | 4,9               | 2,21                |
| 1992  | 1 181 600  | 18 283               | 14 128        | 4 155                | 15,4                 | 11,9                  | 3,5               | 2,23                |
| 1993  | 1 183 200  | 18 212               | 14 516        | 3 696                | 15,3                 | 12,2                  | 2,9               | 2,20                |
| 1994  | 1 194 300  | 17 289               | 14 807        | 2 487                | 14,5                 | 12,4                  | 2,1               | 2,07                |
| 1995  | 1 194 500  | 16 469               | 15 282        | 1 187                | 13,8                 | 12,8                  | 1,0               | 1,96                |
| 1996  | 1 193 300  | 15 782               | 15 246        | 536                  | 13,2                 | 12,8                  | 0,4               | 1,87                |
| 1997  | 1 190 500  | 15 770               | 14 974        | 796                  | 13,3                 | 12,6                  | 0,7               | 1,86                |
| 1998  | 1 189 700  | 15 071               | 14 674        | 397                  | 12,7                 | 12,3                  | 0,4               | 1,77                |
| 1999  | 1 187 400  | 14 188               | 15 083        | -895                 | 12,0                 | 12,7                  | -0,7              | 1,66                |
| 2000  | 1 183 300  | 13 898               | 15 499        | -1 601               | 11,8                 | 13,1                  | -1,3              | 1,62                |
| 2001  | 1 178 900  | 13 252               | 15 216        | -1 964               | 11,3                 | 12,9                  | -1,6              | 1,54                |
| 2002  | 1 173 304  | 13 407               | 15 550        | -2 143               | 11,5                 | 13,3                  | -1,8              | 1,53                |
| 2003  | 1 168 332  | 13 940               | 15 968        | -2 028               | 12,0                 | 13,7                  | -1,7              | 1,57                |
| 2004  | 1 164 148  | 14 558               | 15 811        | -1 253               | 12,5                 | 13,6                  | -1,1              | 1,62                |
| 2005  | 1 160 695  | 14 483               | 16 421        | -1 938               | 12,5                 | 14,2                  | -1,7              | 1,64                |
| 2006  | 1 156 479  | 15 758               | 16 072        | -314                 | 13,6                 | 13,9                  | -0,3              | 1,69                |
| 2007  | 1 154 358  | 15 759               | 16 156        | -397                 | 13,7                 | 14,0                  | -0,3              | 1,76                |
| 2008  | 1 151 990  | 17 089               | 16 245        | 844                  | 14,8                 | 14,1                  | 0,7               | 1,82                |
| 2009  | 1 150 962  | 17 544               | 15 415        | 2 129                | 15,2                 | 13,4                  | 1,8               | 1,92                |
| 2010  | 1 151 624  | 17 074               | 14 997        | 2 077                | 14,8                 | 13,0                  | 1,8               | 1,93                |
| 2011  | 1 152 256  | 17 697               | 14 168        | 3 529                | 15,3                 | 12,3                  | 3,0               | 1,99                |
| 2012  | 1 154 256  | 18 316               | 14 302        | 4 014                | 15,9                 | 12,4                  | 2,5               | 2,08                |
| 2013  | 1 156 868  | 17 445               | 14 556        | 2 889                | 15,1                 | 12,6                  | 2,5               | 2,00                |
| 2014  | 1 158 851  | 17 169               | 14 714        | 2 455                | 14,8                 | 12,7                  | 2,1               | 1,99                |
| 2015  | 1 161 151  | 16 137               | 14 695        | 1 442                | 13,9                 | 12,7                  | 1,2               | 1,89                |
| 2016  | 1 161 811  | 15 688               | 14 483        | 1 205                | 13,6                 | 12,5                  | 1,1               | 1,86                |
| 2017  | 1 162 763  | 14 371               | 14 660        | -289                 | 12,3                 | 12,6                  | -0,3              | 1,74                |
| 2018  | 1 160 647  | 13 380               | 14 528        | -1 148               | 11,5                 | 12,5                  | -1,0              | 1,64                |

En 2014, le raïon de Rokytne était la division administrative d'Ukraine ayant enregistré le plus fort taux de natalité du pays et du continent européen avec un taux de natalité de 24,0 sur mille pour 1 328 naissances, sur une population de 55 267 habitants. Au cours de la même année ce chiffre représentait plus du double du taux de natalité nationale qui n'était quant à lui de 10,8 pour mille. 
Inversement le taux de mortalité était estimé à 11,2 décès sur mille pour 617 décès, ce taux reste donc inférieur à la moyenne du pays où il était à 14,7 décès sur mille. Cette division est par ailleurs la plus jeune du pays avec un âge médian évalué à 28,5 ans en 2010, alors qu'il était évalué à 39,3 ans pour l'ensemble de l'Ukraine durant la même année.
Cette haute fécondité touche également deux autres divisions administratives qui sont composées du raïon de Berezne et du raïon de Volodymyrets ainsi en 2014, les taux de natalité enregistrés y étaient respectivement de 19,6 sur mille pour 1244 naissances et d'un taux de mortalité de 11,7 pour 741 décès, sur une population de 63 430 habitants pour celui de Berezne. Quant à Volodymyrets, en 2014 le taux de natalité y était de 21,3 sur mille avec 1 352 naissances et le taux de mortalité y était de 12,3 pour une population de 63360 habitants.
Il est supposé que cette forte natalité qui englobe l'oblast au même titre que ceux de Volhynie et de Transcarpathie résulte du fait que ces derniers ont vu leurs populations rurales échapper au cataclysme démographique déclenché par l'Holodomor durant la période 1932-1933. En effet, il convient de rappeler que les trois oblasts ont rejoint la République socialiste soviétique d'Ukraine seulement à la suite de la signature du Pacte germano-soviétique en 1939.

### Structure par âge
0-14 ans: 20.6%  (hommes 122 014/femmes 116 315)
15-64 ans: 67.0%  (hommes 379 602/femmes 394 993)
65 ans et plus: 12.4%  (hommes 47 710/femmes 95 607) (2019 officiel)

### Âge médian
total: 36.2 ans 
homme: 34.0 ans 
femme: 38.5 ans  (2019 officiel)

### Villes principales
Les principales villes de l'oblast sont en 2013 :
- Rivne (250 333 habitants)
- Doubno (38 019)
- Kostopil (31 155)
- Sarny (28 625)
- Varach (41 432)
- Zdolbouniv (24 569)

## Lieux culturels
Le zoo de Rivne, le parc national de Derman-Ostroh, la réserve naturelle de Rivne,
le parc national Nobel, le château de Doubno.

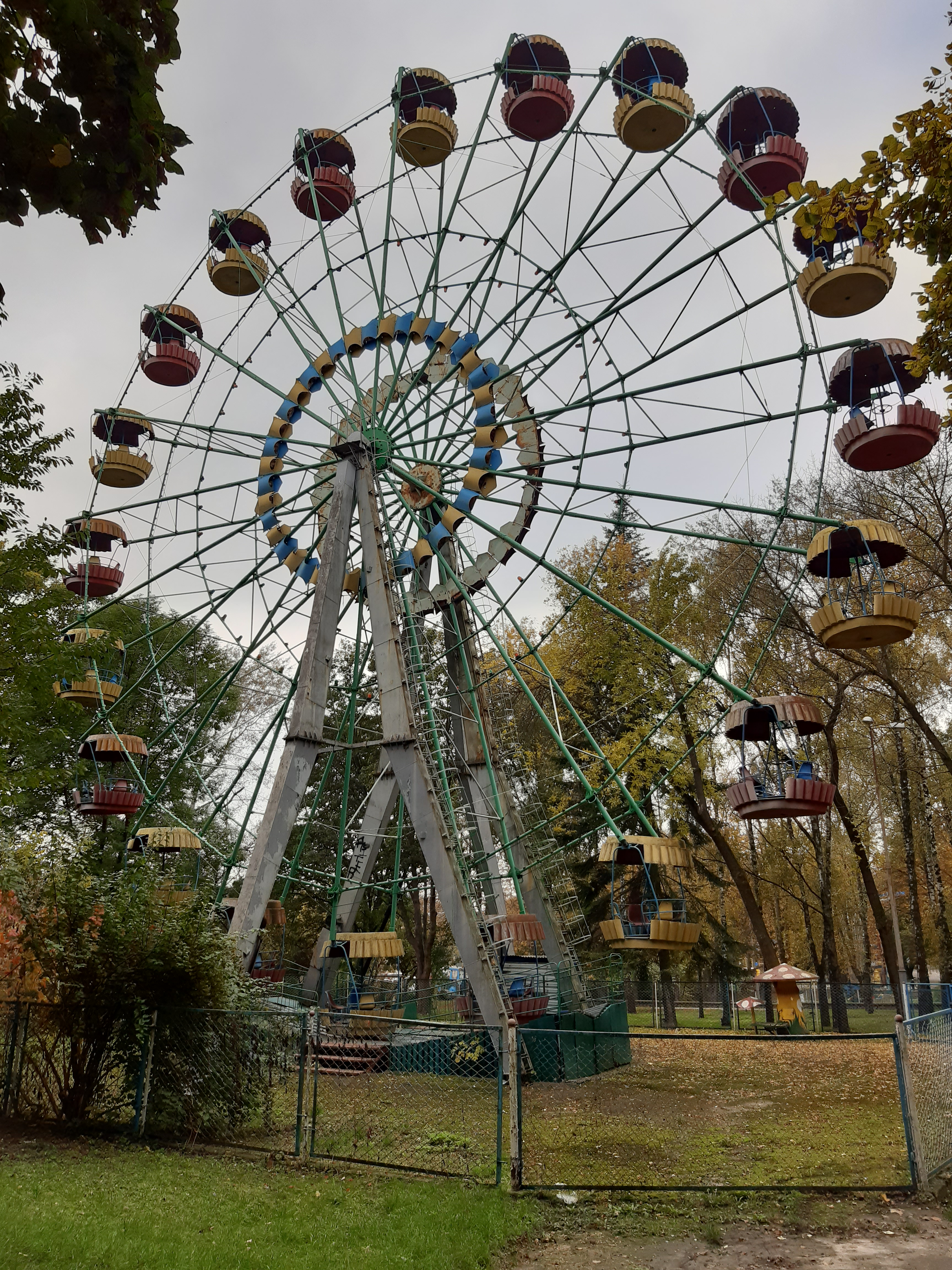
Le parc Chevchenko.
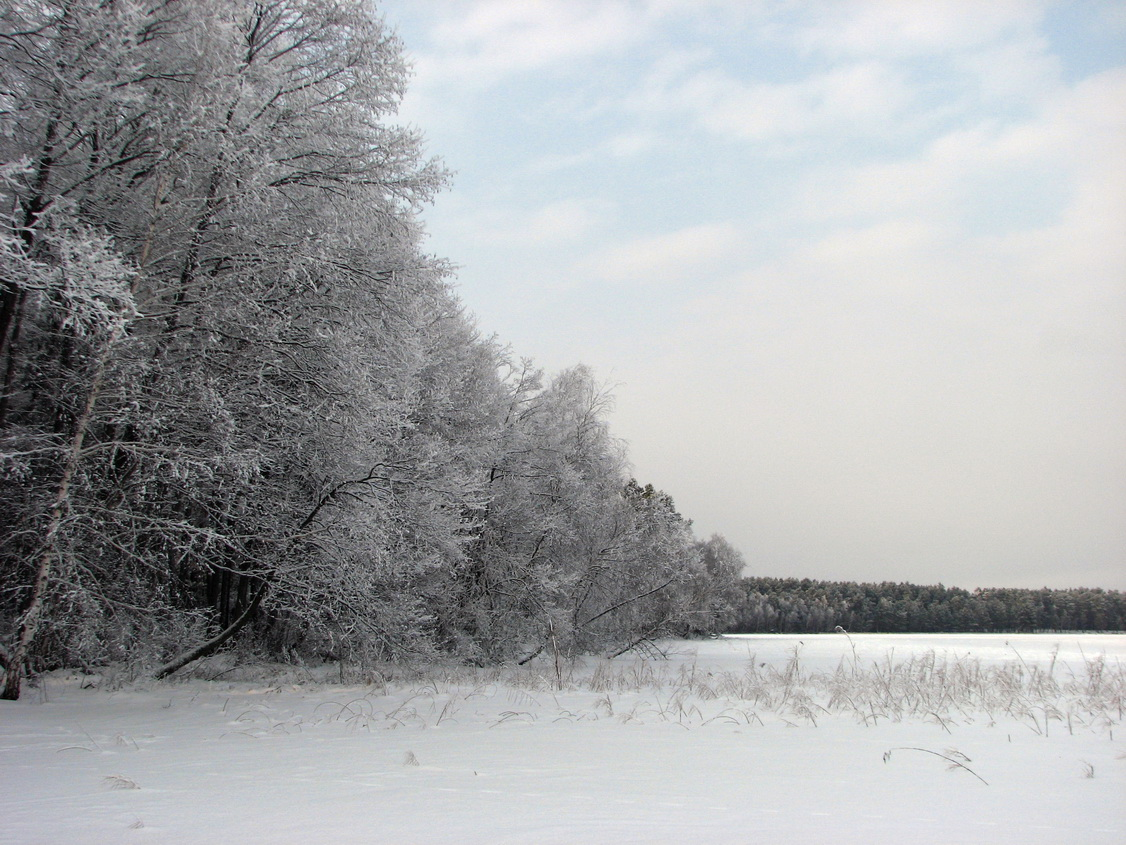
La réserve naturelle de Rivne.
- Parc et ensemble architectural du monastère de Saint Nicholas à Horodok